# Остров Крым (группа)
«Остров Крым» — украинская, впоследствии российская инди-рок-группа, существовавшая с 1989 по 2008 год.

## История

### Ранний период
Группа «Остров Крым» образовалась в Симферополе в 1989 году благодаря усилиям Игоря Негуча (ударные) и Александра Корякина (гитара). К моменту работы над первой записью «Танцующие под луной» (1990) подключились Игорь Лютиков (бас), Дмитрий Тишин (кларнет) и, наконец, Валерий Баранчук, благодаря чьему выразительному хриплому вокалу и имиджу бывалого моряка-дальнохода группа записала свои лучшие песни и, после выхода альбома «Охота на подкидного дурака» (1997), приобрела известность, выступив в том числе с живым концертом в «Программе А».
На волнах успеха группу замечает российский актёр Александр Баширов, принявший участие в записи клипа «Шизофрения».
В ходе работы над альбомом «Париж» группу покидают Валерий Баранчук и Игорь Негуч (Негуч впоследствии создаёт сначала группу «Воздухоплаватели», а затем — «Хартию»). В итоге альбом вышел в демо-версии, а группа прекращает свою деятельность.

### Возвращение на сцену
В 2001 году гитарист Александр Корякин и продюсер группы Илья Сон перебираются в Москву и предпринимают попытку возрождения группы Остров Крым с обновлённым составом и репертуаром. Фронтменом группы становится Валерий Рудой (Пирогов).
Результатом творческой работы становится вышедший в 2007 году альбом «Даунбит».
В 2008 году группа распадается.

## Дискография
- «Танцующие под луной» (1990)
- «Шизофрения» (1993)
- «1995» (1995)
- «Охота на подкидного дурака» (1997)
- «Париж» (1997)
- «Даунбит» (2007)